# Industrieverband Fahrzeugbau
Industrieverband Fahrzeugbau (da.: ~ Industriforbund køretøjsproducenter, oftest blot IFA) var en sammenslutning af køretøjsproducenter i DDR. De virksomheder, der indgik i forbundet, var underlagt DDR's Ministerium for almene maskiner, landbrugsmaskiner og køretøjskonstruktion.
IFA stod for administrationen af DDR’s producenter af køretøjer (personbiler, motorcykler, lastbiler m.v.) og landbrugsmaskiner (traktorer, mejetærskere etc.).

## Historie
På ordre fra den sovjetiske militæradministration i Tyskland (SMAD) blev de virksomheder, der efter krigen var eksproprierede, samlet i i alt 65 industrigrupper. Hver gruppe havde sin egen administration. Formålet var at sikre SMAD's og senere delstatsregeringernes indflydelse på virksomhederne, lige fra indkøb til produktion og salg.
De 18 vestsachsiske virksomheder, der fremstillede køretøjer, blev den 1. juli 1946 sluttet sammen i "Industrieverwaltung (IV) 19 Fahrzeugbau" med hovedsæde i Chemnitz. Der var oprettet tilsvarende "Industrieverwaltung" nr. 17 (Dresden for Østsachsen) og nr. 18 (Leipzig for resten af Sachsen), men disse blev opløst igen i 1947, og deres operationer blev tildelt IV 19. Efter etablering af Den tyske økonomiske kommission (Deutsche Wirtschaftskommission) den 1. juli 1948 blev IV 19 udvidet til at dække hele den sovjetiske besættelseszone som IFA Vereinigung Volkseigener Fahrzeugwerke.
Ved oprettelsen af DDR i 1949 blev de nationaliserede virksomheder hver især lagt ind under en ny selskabsform benævnt "Vereinigung Volkseigener Betriebe" (da.: "Sammenslutning af statsejede virksomheder", oftest forkortet VVB. Formålet med VVB'erne, der var ejet og kontrolleret af den østtyske stat var at indføje et administrativt lag mellem regeringen og de enkelte virksomheder for at koordinere, effektivisere og sikre den økonomiske planøkonomi, der bl.a. fandt udtryk ved indførelse femårsplanerne i DDR. Som led i de løbende bestræbelser på at effektivisere industrien blev løbende gennemført justeringer af VVB-strukturen blev for køretøjsproducenterne justeret i 1953 og 1958.
I slutningen af 1960'erne blev VVB-strukturen afløst af et kombinat som led i yderligere centraliseringsbestræbelser fra DDR-stats- og partiledelse. Selvom køretøjsproduktionen var organiseret i flere forskellige kombinater efter produktionssortimentet (lastbiler, biler, busser, motorcykler og cykler, motorer, traktorer, trailere, tilbehør med mere), blev forkortelsen IFA placeret foran alle kombinaternes navn.

## Liste over kombinater
Organisation af IFA gennemgik forandringer i DDR's levetid fra 1949 til 1991; de væsentligste strukturer var i perioden følgende

### VEB IFA-Kombinat VEB IFA-Kombinat Nutzfahrzeuge Ludwigsfelde
Kombinatet varetog produktion af erhvervskøretøjer og havde sit hovedsæde i Ludwigsfelde i Bezirk Potsdam.
- Automobilwerke Ludwigsfelde
  - Forgænger: Virksomheden opstod fra flymotorfabrikken (Daimler-Benz Motoren GmbH), som blev bygget i 1936.
  - Produkter: Efter 1945 blev der i første omgang alene repareret køretøjer på industrianlægget i Ludwigsfelde. Senere blev fremstillet dieselmotorer og fra 1954 til 1956 blev produceret 1.420 styk dieselkarrer (et lille dieseldrevet transportkøretøj) DK 2002. Senere blev produceret scootere (Pitty, Wiesel, Berlin og Troll samt motorcykelanhængere. Fra 1965 produceredes lastbilen IFA W50 og fra 1987 IFA L60
  - Efterfølger: EGL og NLG indtil 1995; i dag Mercedes-Benz Ludwigsfelde GmbH

- Robur-Werke
  - Forgænger: Virksomheden blev grundlagt i 1888 og producerede oprindeligt cykler på licens fra Rover, og fra 1917 producerede den også motorcykler og biler (Phenomobil R4L, Granit, Garant).
  - Produkter: Busser og lastbiler, specialkøretøjer (bl.a. brandbiler) samt den trehjulede Duo ambulance.

- Fahrzeugwerk Waltershausen (Multicar)
  - Forgænger: ADE-Werk, producent af landbrugsmaskiner og -udstyr (grundlagt 1920).
  - Produkter: Fra 1956 dieselkarren, mindre multifunktionelle erhvervskøretøjer (små renovationsvogne, snerydningskøretøjer osv., mini-lastbiler.
  - Efterfølger: Hako GmbH og senere Multicar. Multicar er det eneste producent fra DDR-tiden, der i dag (2024) fortsat er aktiv under eget navn; virksomheden fremstiller fortsat mindre multifunktionelle køretøjer.

- Lokomotivbau Karl Marx Babelsberg (fra 1984): Produktion af selvkørende drejekraner (ADK 125)
- Motorenwerk Cunewalde
- Schlepperwerk Nordhausen
- Getriebewerk Brandenburg
  - Produkter: Gearkasse til lastbilerne IFA W50 og IFA L60
  - Efterfølger: ZF Friedrichshafen AG Betrieb Brandenburg

- Getriebewerk Pirna
- Gelenkwellenwerk Halberstadt
- IFA-Gelenkwellenwerk Haldensleben
  - Efterfølger: IFA-Group
- Gelenkwellenwerk Stadtilm
- IFA Ingenieurbetrieb Hohenstein-Ernstthal
  - Produkter: Specialmaskiner, projektering
  - Efterfølger: Firma Drauz
- Fahrzeuggetriebewerk Joliot Curie Leipzig
- Fahrzeuggetriebewerk „Wilhelm Friedel“ Karl-Marx-Stadt
- Metallgusswerk Wernigerode
- Automobilwerk Heidenau
- Fahrzeugwerk Lübtheen
- Zwickauer Eisenwerk
- Kfz-Zubehörwerk Meißen
  - Produkter: Bremsetromler m.v., luftpumper, donkrafte m.v.
  - Efterfølger: UKM Meißen

### VEB IFA-Kombinat Pkw Karl-Marx-Stadt
Hovedfabrikken lå i Karl-Marx-Stadt (i dag Chemnitz).
- VEB Barkas-Werke Karl-Marx-Stadt
  - Produkter: Framo og senere karosseriet til B 1000 og B 1000-1 blev fremstillet i Frankenberg.
- VEB Sachsenring Automobilwerke Zwickau (AWZ)
  - Forgænger: VEB Sachsenring Kraftfahrzeug- und Motorenwerke Zwickau (Horch) og VEB Automobilwerk Zwickau (Audi) samt tilknytning til Schumann Trailerbau, Werdau. I 1958 fusioneret og dannet VEB Automobilwerk Zwickau (AWZ).
  - Produkter: Lastbiler og traktorer. Fra 1945 til midten af 1950'erne produktion af personbilerne IFA F8, IFA F9, AWZ P 70, P 240 Sachsenring. Herefter produktion af Trabant.
- VEB Automobilwerk Eisenach (AWE)
  - Forgænger: BMW Eisenach fabrik (eksproprieret i 1945 og blev til Avtowelo )
  - Produkter: BMW/EMW 327, EMW 340 og BMW/EMW R 35 motorcyklen. Dette blev efterfulgt af IFA F9 (efter flytningen fra Zwickau til Eisenach) og Wartburg.

VEB Wissenschaftlich-Technisches Zentrum Automobilbau (WTZ)
VEB Achsen-, Federn- und Schmiedewerke Roßwein
VEB Karosseriewerk Dresden (KWD)
- - Forgænger: Gläser-Karosserie GmbH
- VEB Karosseriewerke Halle (KWH) 1952–1967: Wartburg 311/312 Kombi, Wartburg 353 Kombi, Robur lastbiler og busser
- VEB Karosseriewerk Meerane (KWM)
  - Forgænger: Gustav Hornig Wagenfabrik Meerane
  - Produkter: Karosserier til IFA F9 Cabriolet, Wartburg 311 Coupé, Framo Bus, diverse karosserier til Barkas B 1000 og fra 1959 til 1991 alle karosserier til Trabant Kombi og Trabant Kübel

### VEB IFA-Kombinat für Zweiradfahrzeuge
Kombinatet fremstillede tohjulede køretøjer (motorcykler, knalleter, scootere). Hovedfabrikken lå i Suhl.
- VEB Simson Suhl også VEB Fahrzeug- und Gerätewerk Suhl
  - Forgænger: Simson Suhl/Thüringen
  - Produkter: Motorcyklerne og knallerterne SR1, SR2, KR 50, Schwalbe, Spatz, Star, Sperber, Habicht, S 50, S 51, SR50/SR80, AWO 425 og AWO 425 S kommer fra denne fabrik.
- VEB Motorradwerk Zschopau
  - Forgænger: Auto Unions DKW motorcykelproduktion.
  - Produkter: Først blev (førkrigs) DKW/IFA RT 125 produceret, derefter den egenudviklede BK 350. Senere blev ES 125/150, ES 175/250/300, ETS 125/150, ETS 250, TS 125/150, TS 250, ETZ 125/150, ETZ 250/251 produceret på fabrikken.
- VEB MIFA Fahrradwerke Sangerhausen
  - Produkter: Fremstilling af cykler

VEB Elite-Diamant Fahrradwerke Karl-Marx-Stadt fremstillede også tohjulede biler, men blev ikke tildelt IFA-Kombinat, men snarere til VEB Kombinat Wirkmaschinenbau og fra 1978 til VEB Kombinat Textima .

### Andre kombinater
- VEB IFA-Kombinat Spezialaufbauten und Anhänger (I 1983 tilknyttet Kombinat Nutzkraftwagen[1])

- - VEB Kraftfahrzeugwerk “Ernst Grube” Werdau : producent af lastbilerne H6, H3, G5 og S4000 indtil 1965, hvorefter specialkarosserier og HW 80-traileren blev produceret i Werdau.
  - VEB Spezifa Berlin blev kombinat fra 1984
  - VEB Feuerlöschgerätewerk Luckenwalde – FGL blev integreret i VEB Spezifa i 1984
  - VEB Feuerlöschgerätewerk Görlitz – FLG
- VEB IFA-Kombinat for reservedele til personbiler
- VEB IFA-Vertrieb (forhandling, herunder import af køretøjer til private)

## Galleri
- To-hjulede
- EMW R 35
- MZ RT 125/3, bygget mellem 1959 og 1962
- MZ TS 150 "Luxus", 1973–1985
- MZ TS 250/1 "Luxus", 1976-1981
- MZ ETZ 250
- Samson Svale KR 51/1 "Comfort"
- Samson S51
- IWL Troll, 1962-1964

- bil
- IFA F8
- IFA F9
- EMW 340 sedan
- P 240 "Sachsenring"
- EEZ P 70
- Trabant P50
- Trabant 601S Universal
- Wartburg 312 Camping
- Wartburg 353

- Varebiler og lastbiler
- Framo
- Barkas B 1000 som ladvogn
- Barkas B 1000 som minibus
- Dieselkarre DK 3
- Multicar 25
- Robur LD3000
- Robur bus
- G5 som tankbil
- IFA H6
- Bus baseret på lastbilen H6
- IFA W50 som tankbrandbil
- IFA L60

- andre køretøjer
- Traktor RS01 "Pionier"